# Coelioxys crassiventris
Coelioxys crassiventris là một loài Hymenoptera trong họ Megachilidae. Loài này được Friese mô tả khoa học năm 1935.